# طهرور (تبن)

تعديل مصدري - تعديل

طهرور هي إحدى قرى عزلة الحوطة بمديرية تبن التابعة لمحافظة لحج، بلغ تعداد سكانها 974 نسمة حسب تعداد اليمن لعام 2004.